# Dicaeum hypoleucum
Dicaeum hypoleucum é uma espécie de ave da família Dicaeidae.
É endémica das Filipinas.
Os seus habitats naturais são: florestas subtropicais ou tropicais húmidas de baixa altitude e regiões subtropicais ou tropicais húmidas de alta altitude.